# Izeaux
Izeaux est une commune française située dans le département de l'Isère, en région Auvergne-Rhône-Alpes.
La commune, autrefois située dans la province du Dauphiné, appartient au canton du Grand-Lemps. Elle est également adhérente à la communauté de communes de Bièvre Est, dont le siège est fixé dans la commune de Colombe.
Ses habitants sont dénommés les Uzelots.

## Géographie

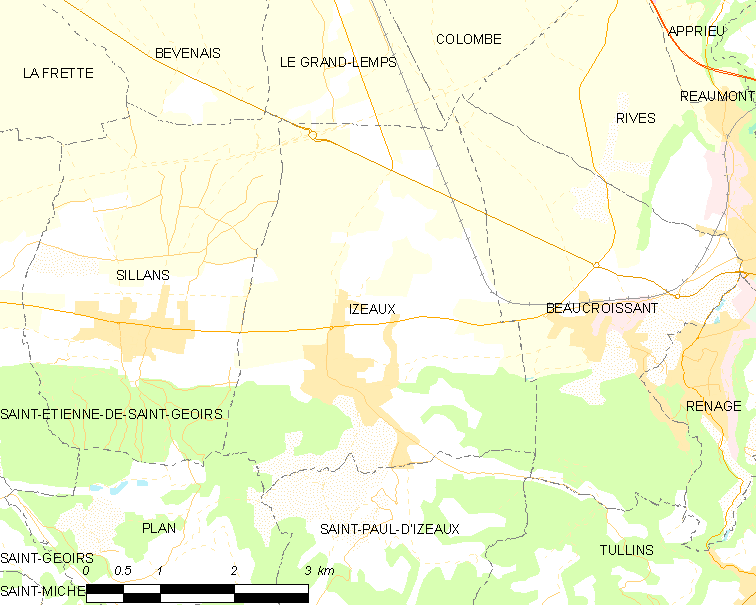
Plan de la commune d'Izeaux et de ses communes limitrophes

### Situation et description
Le territoire communal d'Izeaux est partagé entre la plaine de la Bièvre-Valloire, situé dans la partie nord de la commune et la colline de Parménie, un relief appartenant au plateau de Chambaran et situé au sud de la commune, entre Tullins et Beaucroissant.

### Géologie et relief
Le territoire de la commune est situé au pied du plateau de Chambaran, face à la plaine de Bièvre-Valloire, une large vallée ouverte entre celle de l'Isère et le cours du Rhône et dont la forme régulière en auge à fond plat suggère une origine glaciaire, ce que confirme la présence de dépôts morainiques.
Le plateau est, quant à lui, constitué d'une ossature en molasse miocène, recouverte en grande partie par un placage de terres argilo-limoneuses ou argilo-sableuses.

### Hydrographie
Le territoire communal est traversé par le torrent de la Ravageuse, d'une longueur de 8 km depuis les hauteurs de la colline de Parménie pour ensuite prendre la direction de la plaine de la Bièvre ou elle rejoint la Coule.

### Climat
Pour des articles plus généraux, voir Climat d'Auvergne-Rhône-Alpes et Climat de l'Isère.
En 2010, le climat de la commune est de type climat océanique altéré, selon une étude du Centre national de la recherche scientifique s'appuyant sur une série de données couvrant la période 1971-2000. En 2020, Météo-France publie une typologie des climats de la France métropolitaine dans laquelle la commune est exposée à un climat de montagne ou de marges de montagne et est dans la région climatique Alpes du nord, caractérisée par une pluviométrie annuelle de 1 200 à 1 500 mm, irrégulièrement répartie en été.
Pour la période 1971-2000, la température annuelle moyenne est de 10,8 °C, avec une amplitude thermique annuelle de 17,5 °C. Le cumul annuel moyen de précipitations est de 1 099 mm, avec 10,3 jours de précipitations en janvier et 6,8 jours en juillet. Pour la période 1991-2020, la température moyenne annuelle observée sur la station météorologique de Météo-France la plus proche, « Grenoble-Saint-Geoirs », sur la commune de Saint-Étienne-de-Saint-Geoirs à 6 km à vol d'oiseau, est de 11,5 °C et le cumul annuel moyen de précipitations est de 915,1 mm,. Pour l'avenir, les paramètres climatiques de la commune estimés pour 2050 selon différents scénarios d'émission de gaz à effet de serre sont consultables sur un site dédié publié par Météo-France en novembre 2022.

### Voies de communication

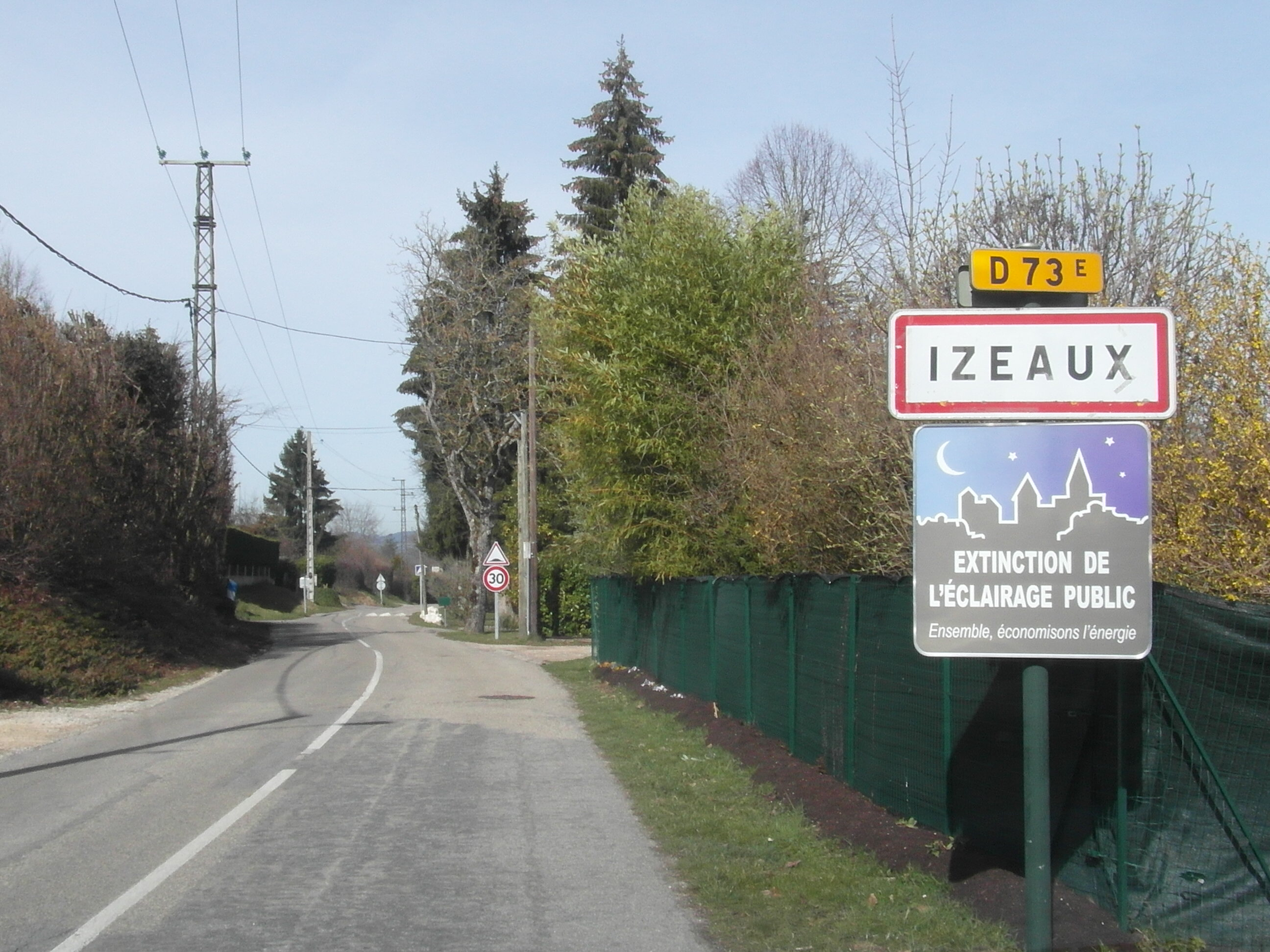
Entrée du village depuis la route de Saint-Paul-d'Izeaux

La RD119, route aménagée en 2x2 voies séparées, passe à l'extrémité septentrionale du territoire communal et relie le bourg d'Izeaux à l'autoroute A48 après avoir emprunté la RD73b. Cette voie  qui permet également de rejoindre l'Aéroport de Grenoble-Alpes-Isère, situé plus à l'ouest, prend fin, plus à l'ouest, sur le territoire la commune voisine de Brézins.
La RD519 correspond à l'ancienne route de Grenoble à Saint-Étienne-de-Saint-Geoirs (route de Beaucroissant) passe au nord du bourg central
La RD73e/73i permet de relier le bourg d'Izeaux à la commune de Tullins en passant par le col de Parménie, site d'un ancien monastère de l'ordre des Chartreux

## Urbanisme

### Typologie
Au 1er janvier 2024, Izeaux est catégorisée bourg rural, selon la nouvelle grille communale de densité à sept niveaux définie par l'Insee en 2022.
Elle appartient à l'unité urbaine d'Izeaux, une unité urbaine monocommunale constituant une ville isolée,. Par ailleurs la commune fait partie de l'aire d'attraction de Grenoble, dont elle est une commune de la couronne,. Cette aire, qui regroupe 204 communes, est catégorisée dans les aires de 700 000 habitants ou plus (hors Paris),.

### Occupation des sols
L'occupation des sols de la commune, telle qu'elle ressort de la base de données européenne d’occupation biophysique des sols Corine Land Cover (CLC), est marquée par l'importance des territoires agricoles (68,3 % en 2018), en diminution par rapport à 1990 (73,2 %). La répartition détaillée en 2018 est la suivante : 
terres arables (36,4 %), zones agricoles hétérogènes (20,5 %), forêts (16,3 %), prairies (10 %), zones urbanisées (9 %), mines, décharges et chantiers (6,4 %), cultures permanentes (1,4 %). L'évolution de l’occupation des sols de la commune et de ses infrastructures peut être observée sur les différentes représentations cartographiques du territoire : la carte de Cassini (XVIIIe siècle), la carte d'état-major (1820-1866) et les cartes ou photos aériennes de l'IGN pour la période actuelle (1950 à aujourd'hui).

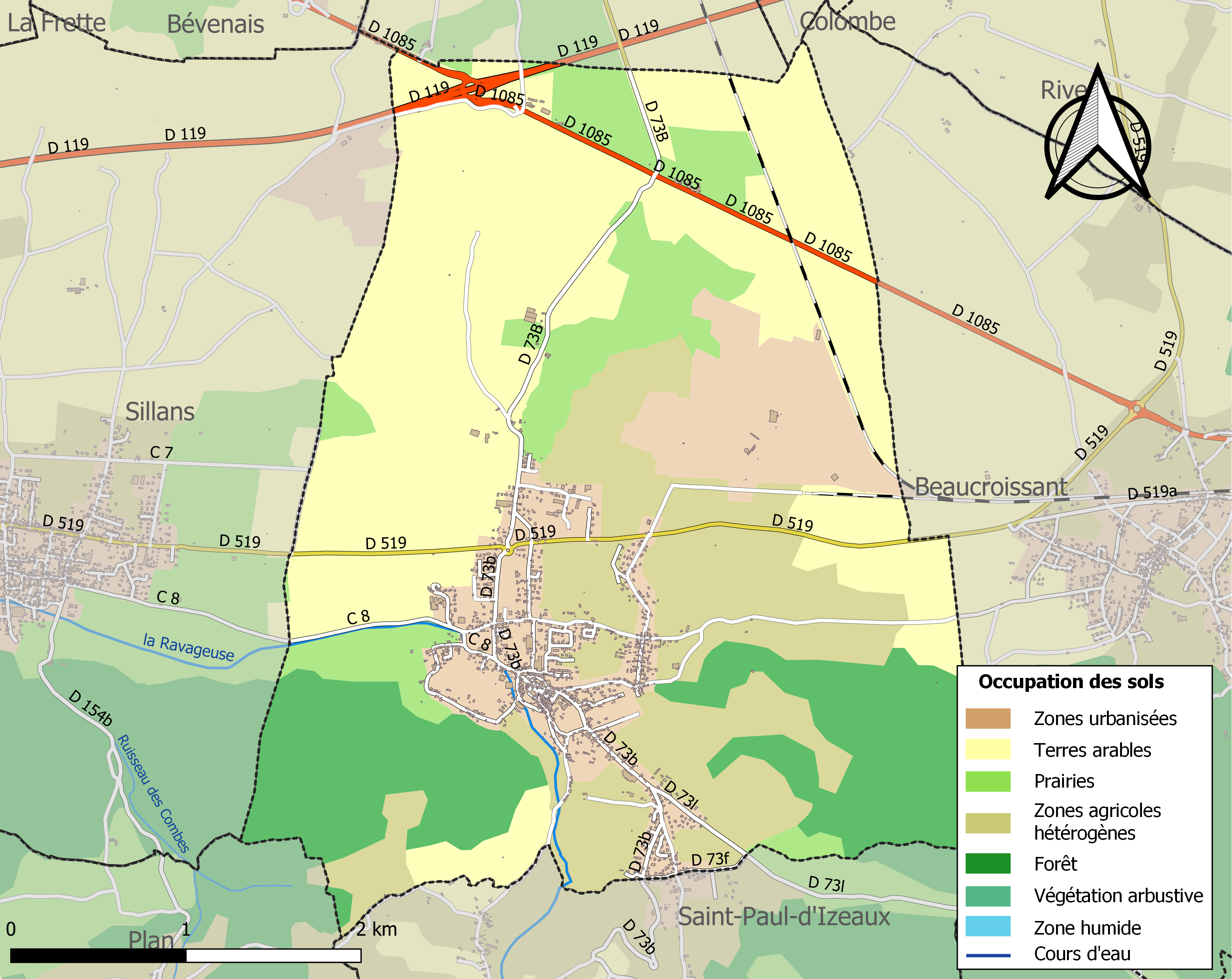
Carte des infrastructures et de l'occupation des sols de la commune en 2018 (CLC).

### Morphologie urbaine
Le village conserve la forme de ancien bourg médieval, autrefois entouré d'une enceinte, détruite par un incendie au XVIIIe siècle.

### Hameaux, Lieux-dits et écarts
Voici, ci-dessous, la liste la plus complète possible des divers hameaux, quartiers et lieux-dits résidentiels urbains comme ruraux qui composent le territoire d'Izeaux, présentés selon les références toponymiques fournies par le site géoportail de l'Institut géographique national.
| - le Pendu - Mi-Plaine - Pierre du Clos - la Marquisière - Grande Combe - les Tronches - Mollard Mouton - Combe du Rat | - Champ Martinet - le Grand Chemin - la Poste - la Grayère - Fromentaux - Champ Gaillard - le Suet - Mollard Reynaud | - le Génon - la Planche d'Enfer - les Baronneaux - le Rosier - les Granges - Laya - le Bois - le Moulin | - la Majonnière - les Échandelières - la Châtaigneraie - la Rivoire - Beauregard - L'Adret - la Montée - Trémont |

### Risques naturels et technologiques

#### Risques sismiques
La totalité du territoire de la commune d'Izeaux est situé en zone de sismicité n°3, comme la plupart des communes de son secteur géographique, mais non loin de la zone n°4, située plus à l'est.
| Type de zone | Niveau            | Définitions (bâtiment à risque normal) |
| ------------ | ----------------- | -------------------------------------- |
| Zone 3       | Sismicité modérée | accélération = 1,1 m/s2                |

## Toponymie
Au XIe siècle, la paroisse est dénommée Iseronis. Durant XVe siècle le village est denommé Iseaulx puis, à partir du XVIIe siècle le nom d'Huseaux est évoqué. Vers le début du XVIIIe siècle le nom de la paroisse est connue sous le nom de Saint-Benoit-d'Izeaux.
Selon André Planck, auteur du livre L'origine du nom des communes du département de l'Isère, le nom d'Izeaux signifie « La ville par où l'on entre dans la vallée de l'Isère » est liée au fait qu'elle a été choisie à l'époque romaine pour surveiller la voie romaine de la Bièvre. La colline de Parménie, située au sud de cette voie était, durant cette période, était le passage obligatoire pour se rendre à Cularo depuis ce secteur

## Histoire

### Préhistoire et Antiquité
Au début de l'Antiquité, le territoire des Allobroges s'étendait sur la plus grande partie des pays qui seront nommés plus tard la Sapaudia (ce « pays des sapins » deviendra la Savoie) et au nord de l'Isère.
Les Allobroges, comme bien d'autres peuples gaulois, sont une « confédération ». En fait, les Romains donnèrent, par commodité le nom d'Allobroges à l'ensemble des peuples gaulois vivant dans la civitate (cité) de Vienne, à l'ouest et au sud de la Sapaudia.

### Moyen Âge et Temps modernes
Izeaux était un village situé très à l'écart des routes et représentait de ce fait un isolat génétique. À la fin du XVIIIe siècle, presque tous les habitants étaient porteurs d'un sixième doigt aux mains comme aux pieds (polydactylie). Cette anomalie a disparu progressivement au cours du XIXe siècle avec le développement des routes, des chemins de fer et des échanges de toute nature
En 1750, la châtelain d'Izeaux est Pierre Repiton. Celui-ci habitait l'actuelle maison Chevron, cette charge était héréditaire. Jean Chaperon, châtelain de Saint-Paul d'Izeaux habitait dans la maison de Mme Julian, au hameau du Moulin (route de Plan). Au XIXe siècle Joseph Pra, consul d'Izeaux habitait aux granges, maison datant de 1748 (rue Parmentier). À Izeaux, les notables faisaient placer un toit au-dessus de leurs portes cochères, celle-ci faite avec de fortes planches reliées par de solides madriers. Quelques-unes subsistent encore présentement : Clos Chevron, Maison Brizard aux Baronneaux (rue Sully), Ferme Marmonier aux Granges.

### Époque contemporaine

#### Période révolutionnaire (1789-1815)
On connaît peu de chose sur les événements qui marquèrent la Révolution dans la commune. Le 12 mai 1791 les ruines et les bâtiments réparés de l'abbaye de Bonnecombe furent acquis à l'adjudication par monsieur Gillin qui exploitait le moulin du monastère. Les prairies furent adjugées à différents propriétaires qui formèrent le syndicat des Combes. La même année 1791, le 13 février, Notre-Dame de Parménie fut abandonné et la chapelle et ses dépendances furent vendues à un prêtre nommé Marion pour la somme de 14 600 livres. À la Restauration en 1814, tout le monde ou presque portait la cocarde blanche des Bourbons.

### XXesiècle
La tombe du résistant et ancien préfet de l'Isère Albert Reynier, dont la famille est originaire du bourg, est située au centre du cimetière municipal.

## Politique et administration

### Administration municipale
Ville de plus de 2 000 habitants, lors des dernières élections municipales 2014, le conseil municipal d'Izeaux est composé de 19 membres (10 hommes et 9 femmes).

## Population et société

### Démographie
L'évolution du nombre d'habitants est connue à travers les recensements de la population effectués dans la commune depuis 1793. Pour les communes de moins de 10 000 habitants, une enquête de recensement portant sur toute la population est réalisée tous les cinq ans, les populations de référence des années intermédiaires étant quant à elles estimées par interpolation ou extrapolation. Pour la commune, le premier recensement exhaustif entrant dans le cadre du nouveau dispositif a été réalisé en 2007.

En 2022, la commune comptait 2 138 habitants, en évolution de −0,56 % par rapport à 2016 (Isère : +3,07 %, France hors Mayotte : +2,11 %).
| 1793  | 1800  | 1806  | 1821  | 1831  | 1836  | 1841  | 1846  | 1851  |
| ----- | ----- | ----- | ----- | ----- | ----- | ----- | ----- | ----- |
| 1 134 | 1 212 | 1 212 | 1 344 | 1 474 | 1 555 | 1 582 | 1 706 | 1 693 |

| 1856  | 1861  | 1866  | 1872  | 1876  | 1881  | 1886  | 1891  | 1896  |
| ----- | ----- | ----- | ----- | ----- | ----- | ----- | ----- | ----- |
| 1 675 | 1 777 | 1 811 | 1 674 | 1 684 | 1 728 | 1 864 | 1 754 | 1 901 |

| 1901  | 1906  | 1911  | 1921  | 1926  | 1931  | 1936  | 1946  | 1954  |
| ----- | ----- | ----- | ----- | ----- | ----- | ----- | ----- | ----- |
| 1 876 | 1 741 | 1 708 | 1 518 | 1 603 | 1 601 | 1 524 | 1 384 | 1 430 |

| 1962  | 1968  | 1975  | 1982  | 1990  | 1999  | 2006  | 2007  | 2012  |
| ----- | ----- | ----- | ----- | ----- | ----- | ----- | ----- | ----- |
| 1 344 | 1 353 | 1 425 | 1 511 | 1 798 | 1 810 | 2 080 | 2 119 | 2 123 |

| 2017  | 2022  | - | - | - | - | - | - | - |
| ----- | ----- | - | - | - | - | - | - | - |
| 2 147 | 2 138 | - | - | - | - | - | - | - |

Au XIXe siècle, la commune d'Izeaux fut l'objet de l'attention particulière de certains médecins du fait de la généralisation des cas de sexdigitisme relevés en particulier depuis la fin du XVIIIe siècle. Ces modifications génétiques s'expliquaient par une forte endogamie due à l'isolement du village.

### Enseignement
La commune est rattachée à l'académie de Grenoble. Elle gère une école maternelle et une école primaire publique. 
La commune est aussi rattachée au secteur du collège Rose Valland situé à St Étienne de St Geoirs et desservi par les lignes de bus Cars Région CSA05 et T55. Il propose entre autres, une LV2 Allemand dès le 6eme et une section Européenne Italien à partir de la 5eme.

### Activités sportives
L'Union Sportive d'Izeaux rugby club évolue en Fédérale 3.
Ses jeunes ont été champions de France juniors balandrade 2003/2004 et ont participé de nombreuses fois aux phases finales et ce dans toutes les catégories.
Les Uzelots peuvent également pratiquer le football au sein de l'Etoile Sportive d'Izeaux, le tennis, le basket à l'ASBBI, et de multiples activités (fitness, Gym'Fun, Judo, KinéForm, Pilates, Yoga, Zumba entre autres avec la MJC.

### Médias
Le quotidien régional Le Dauphiné libéré, dans son édition locale Chartreuse et Sud-Grésivaudan, ainsi que l’hebdomadaire Les Affiches de Grenoble et du Dauphiné, relatent les informations locales au niveau de la commune, du canton et de la communauté de communes.
La commune est en outre située dans le bassin d’émission des chaînes de télévision France 3 Alpes (France 3 Grenoble) et de téléGrenoble Isère, ainsi que de la radio locale France Bleu Isère.

### Cultes
La communauté catholique et l'église d'Izeaux (propriété de la commune) dépendent de la paroisse de La Sainte-Croix qui comprend quatre autres clochers. Cette paroisse est elle-même rattachée au diocèse de Grenoble-Vienne.

## Culture et patrimoine

### Lieux et monuments

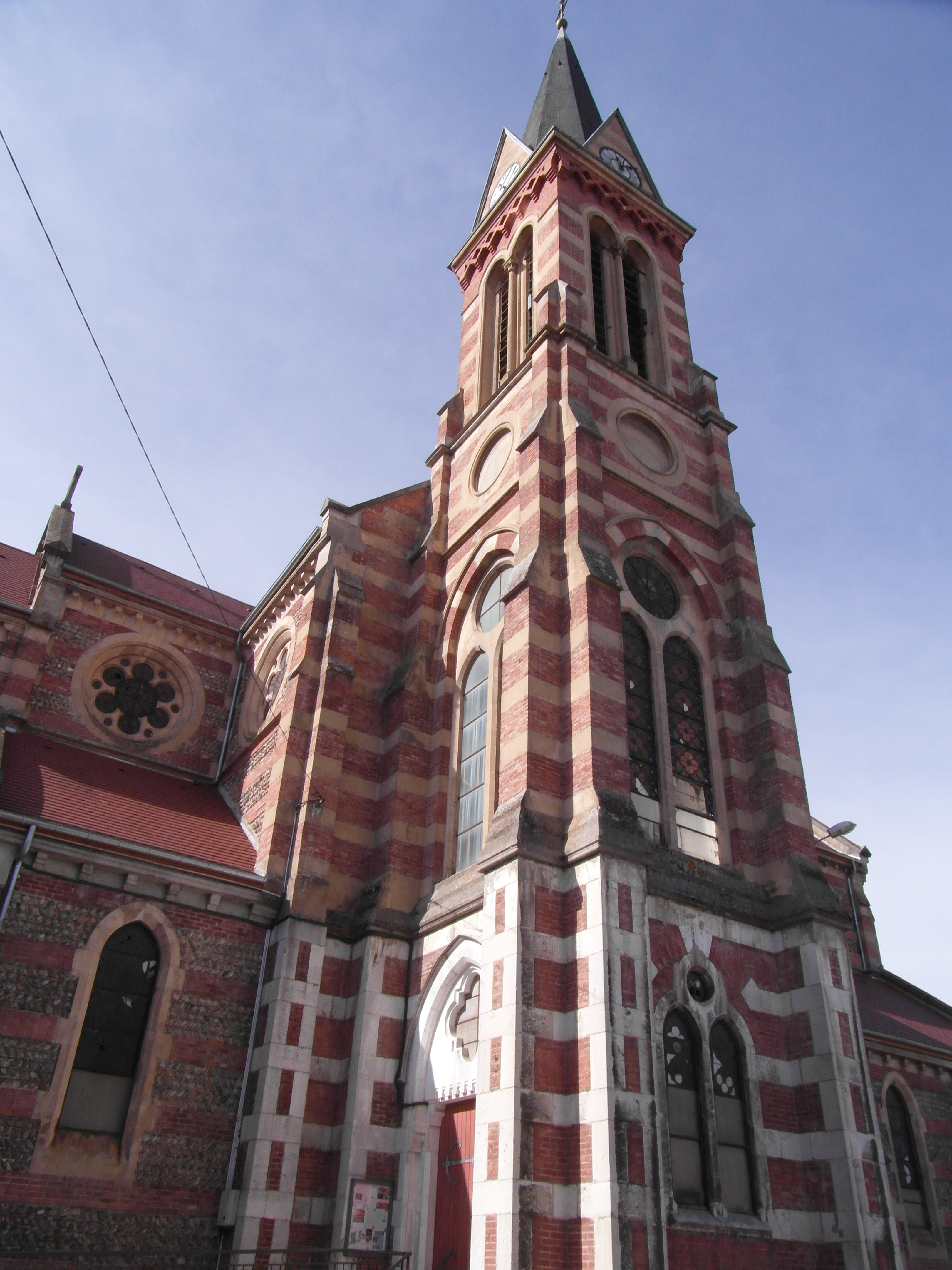
L'Église d'Izeaux

- L'église paroissiale Saint-Benoît d'Izeaux, du XIXe siècle[39], se trouve au centre du village.
- Le manoir du Clos, du XIXe siècle[39].
- Un manoir, datant du XIXe siècle, composé de deux étages et situé au nord du territoire communal est la propriété d'une entreprise de tissus[39].
- La maison dauphinoise avec sa grange, en face de ce dernier manoir[39].

## Personnalités liées à la commune
- Napoléon Durand-Savoyat (1800-1859), agronome, journaliste, député de l'Isère de 1848 à 1851, né à Izeaux.
- Jean Nabert (1881-1960), philosophe, né à Izeaux.
- Albert Reynier (16 octobre 1889 -  21 janvier 1949), il a été une figure de la résistance durant la Seconde Guerre Mondiale, mais également professeur des écoles à Izeaux, et a été préfet du département de l'Isère de 1944 à 1949.

### Héraldique
| Blason de Izeaux | Blason  | Coupé : au premier parti au I d'azur à une jarre d'or, au II d'azur à un croissant tourné d'or; au second d'azur à deux demi-vols d'argent posés en croisette. |
| Blason de Izeaux | Détails | Le statut officiel du blason reste à déterminer. |